# 歌川豊国 (4代目)

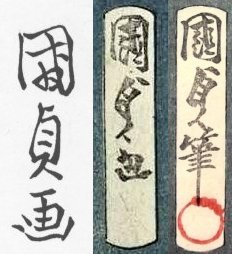
署名、歌川国貞（左）と 歌川豊国（中央と右）

四代目 歌川 豊国（うたがわ とよくに、文政6年〈1823年〉 - 明治13年〈1880年〉7月20日）とは、江戸時代末期から明治にかけての浮世絵師。

## 来歴

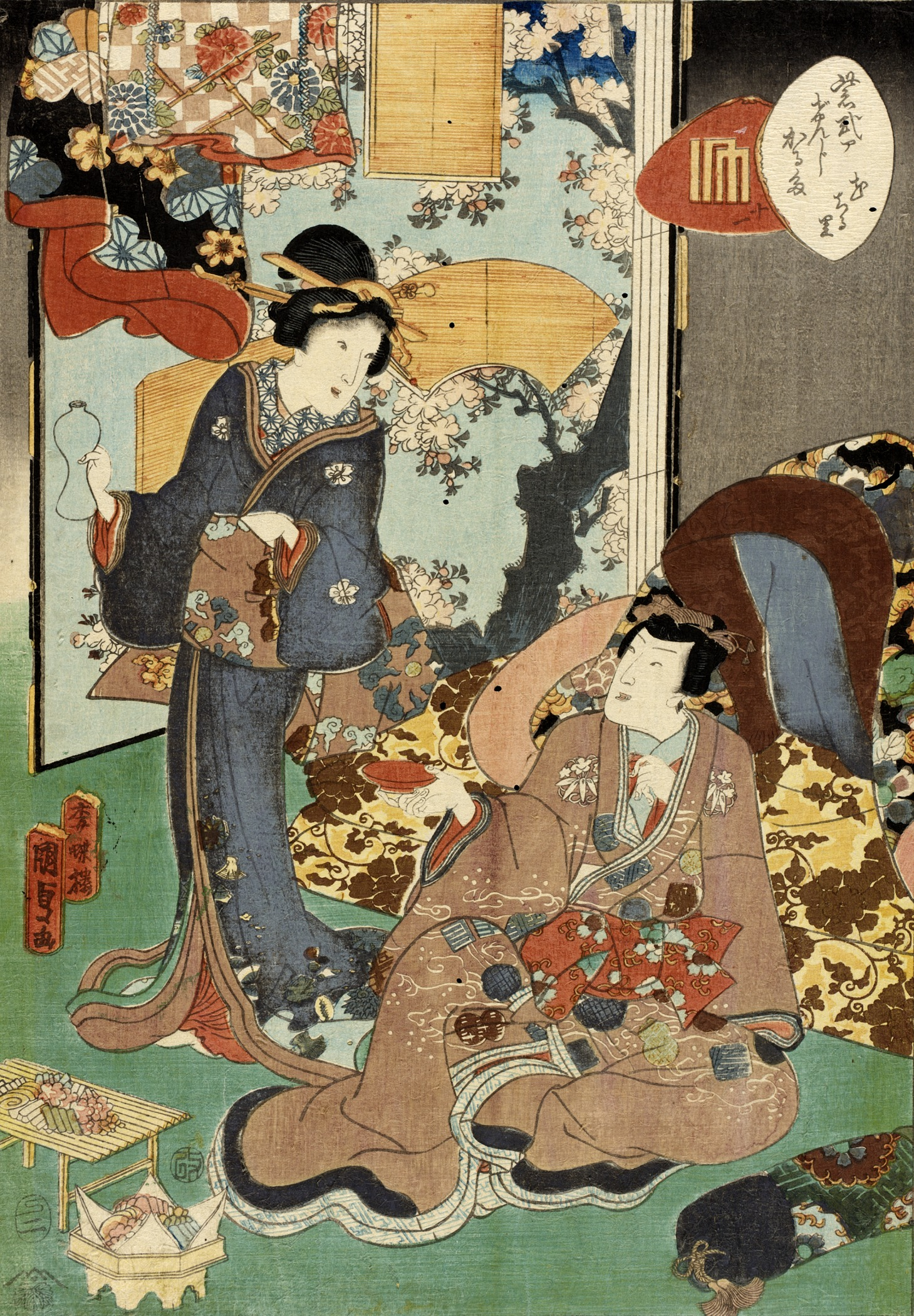
「紫式部げんじかるた・花ちる里」　二代目国貞（四代目豊国）画。

歌川国貞の門人。姓は中里、後に岩楯。幼名は政吉、後に清太郎。号は国政時代には梅堂、二代目国貞時代には一寿斎、梅蝶楼、宝来舎といい、四代目豊国になってからは香蝶楼、一陽斎、宝来舎を使用した。
武蔵国中川沿岸の大島村の農家に生まれる。天保7年（1836年）国貞（三代目豊国）に入門し、嘉永3年（1850年）に三代目豊国の長女･鈴の婿となって「国政」の名を継ぎ二代目歌川国政を称した。同年刊行の松亭金水作の合巻『鶯墳梅赤本』（五編20冊）のうちの初編と三編に「一寿斎国政」、嘉永5年（1852年）30歳の時には合巻『足利絹手染之紫』の十編と十一編に「国政改二世国貞」と落款している。これ以降、長編合巻の挿絵において師国貞の執筆の後を継いで活躍した。元治元年（1864年）に三代目豊国が没し、その後明治3年から明治4年（1870年 - 1871年）の頃に「三代目豊国」（じつは四代目）を名乗った。また、師の旧居であった亀戸に住んだ。
国貞落款の時代、幕末から明治初期にかけては源氏絵が殆どであったが、芝居絵も描いたり合作「御上洛東海道」にも参加したりしている。また明治元年に描いた「東京源氏雪の曙庭の戯」は光氏の御殿の庭で裸の侍女たちがふざけあっている図といういささかエロチックな3枚続で、この時点では幕末の雰囲気を脱していないが、その後には「東京名勝」、「東京名所」、「女粧三十六貴賎」のシリーズなどを出しており、蒸気船や眼鏡橋などといった作品も手がけた。主として役者絵、美人画、風俗画を描いたが、絵師としての腕前は師である三代目豊国には到底及ばなかったと評されている。享年58。戒名は三香院豊国寿貞信士。門人に三代目歌川国貞がおり、『浮世絵師伝』によれば歌川国雪も門下にしていたという。

## 作品
版画
- 「八犬伝犬の双紙」　大判50枚揃　「里見義実」など ※嘉永5年、国貞の落款
- 「東京美女そろひ」　大判　明治時代
- 「東京高縄品川口蒸気車往来之図」　大判3枚続　足立区立郷土博物館所蔵　※1872年
- 「東京神田筋違目鑑橋創築繁栄之図」　大判3枚続　足立区立郷土博物館所蔵　※1873年
- 「東叡山戦争之図」　大判3枚続  豊国の落款

肉筆画
| 作品名                                           | 技法         | 形状・員数 | 寸法（縦x横cm） | 所有者                     | 年代     | 落款                    | 印章             | 備考 |
| ------------------------------------------------ | ------------ | ---------- | --------------- | -------------------------- | -------- | ----------------------- | ---------------- | ---- |
| 歌舞伎衝立                                       | 紙本金地著色 |            |                 | 公益財団法人松竹大谷図書館 | 1865年   |                         |                  |      |
| 遊女と禿図                                       | 絹本着色     |            |                 | 東京国立博物館             |          |                         |                  |      |
| 大黒天図                                         | 絹本着色     | 1幅        | 43.7x24.2       | 熊本県立美術館             | 1864年   | 「甲子ノ日 哥川國貞画」 | 「國貞」白文方印 |      |
| 団十郎矢の根図                                   | 絹本着色     | 1幅        | 102.8x39.7      | 熊本県立美術館             |          | 「歌川國貞」            | 「國貞」白文方印 |      |
| Prostitute Listening to Singing of Little Cuckoo | 絹本着色     | 1幅        | 83.34x35.56     | ミネアポリス美術館         | 1860年代 | 「梅蝶楼国貞筆」        |                  |      |

## ギャラリー

四代目 歌川豊国
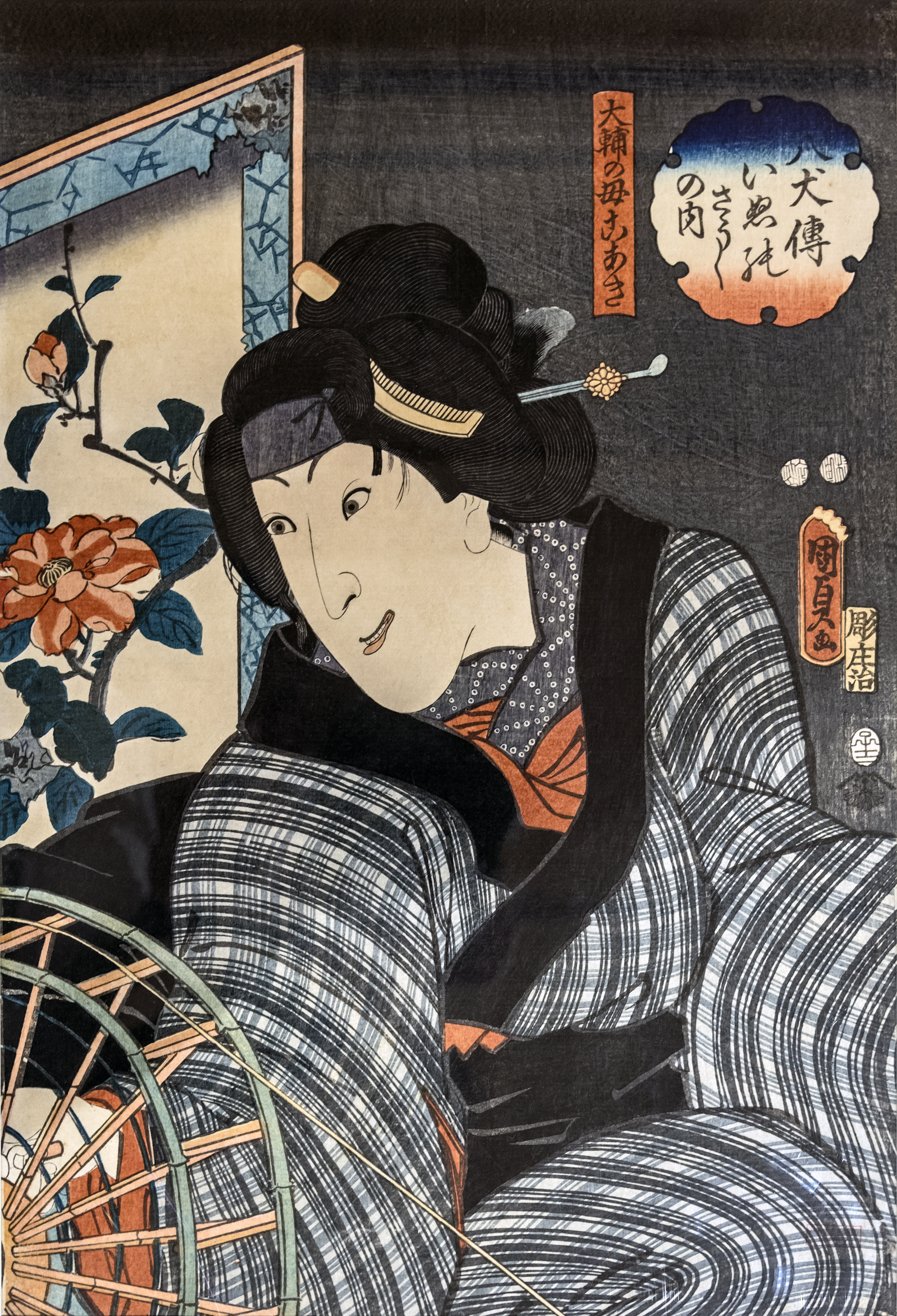
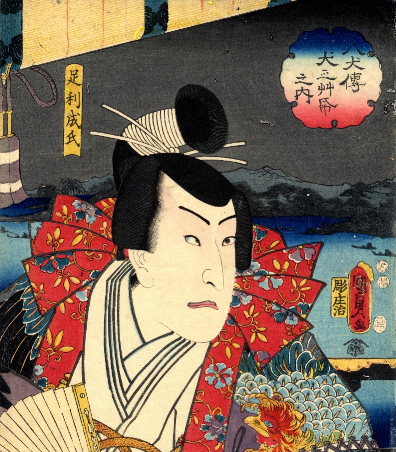
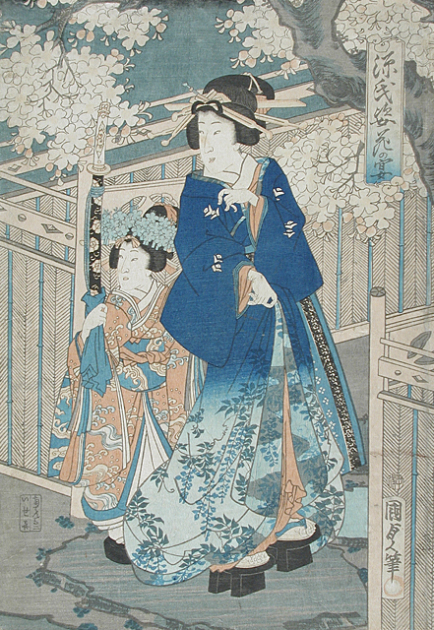
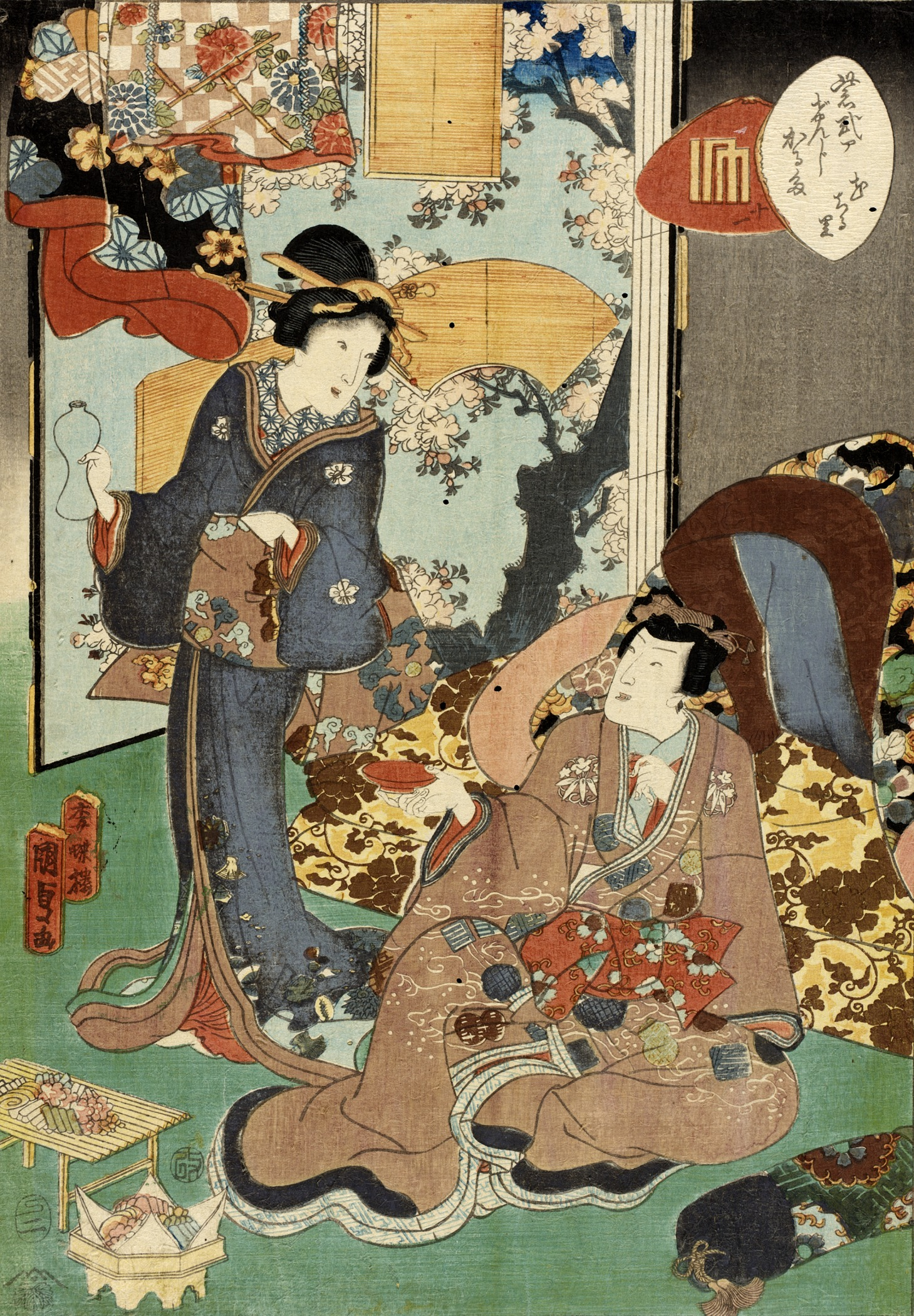
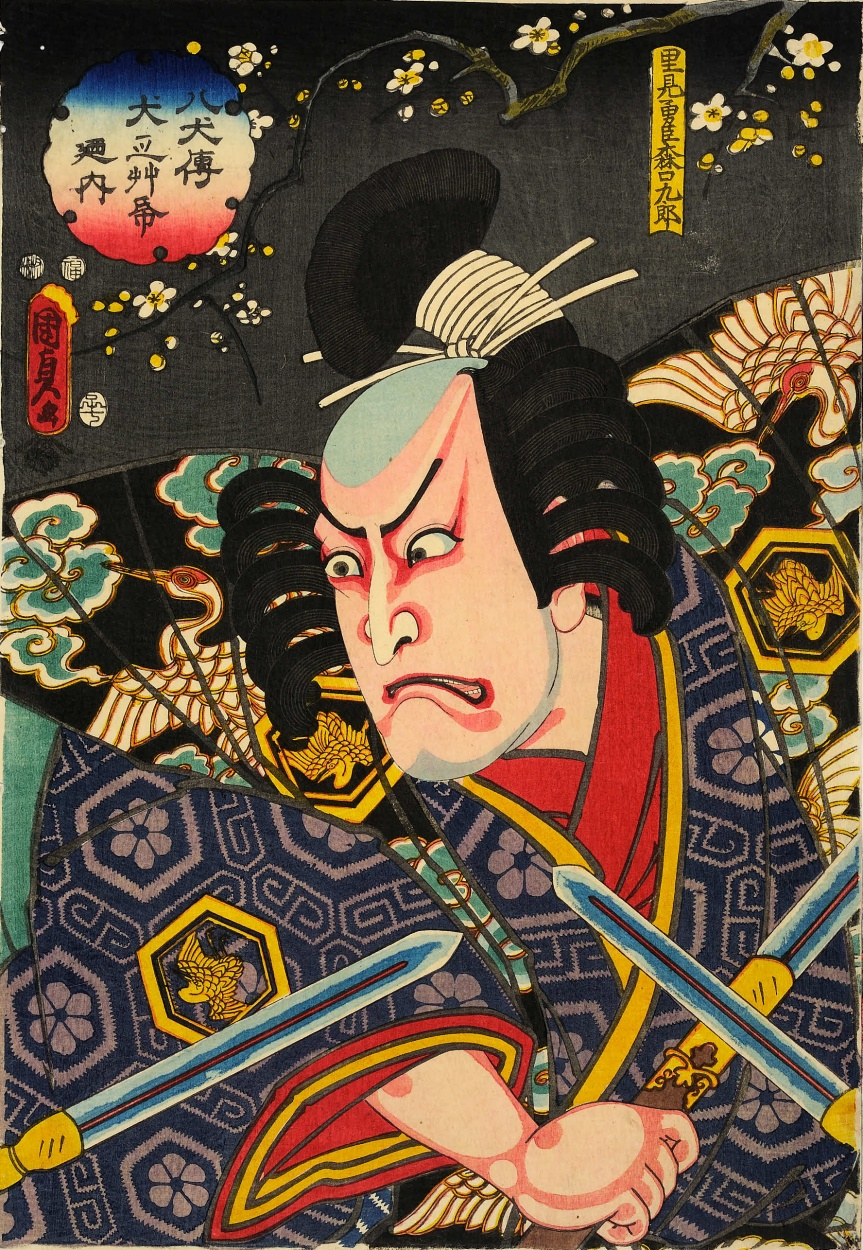
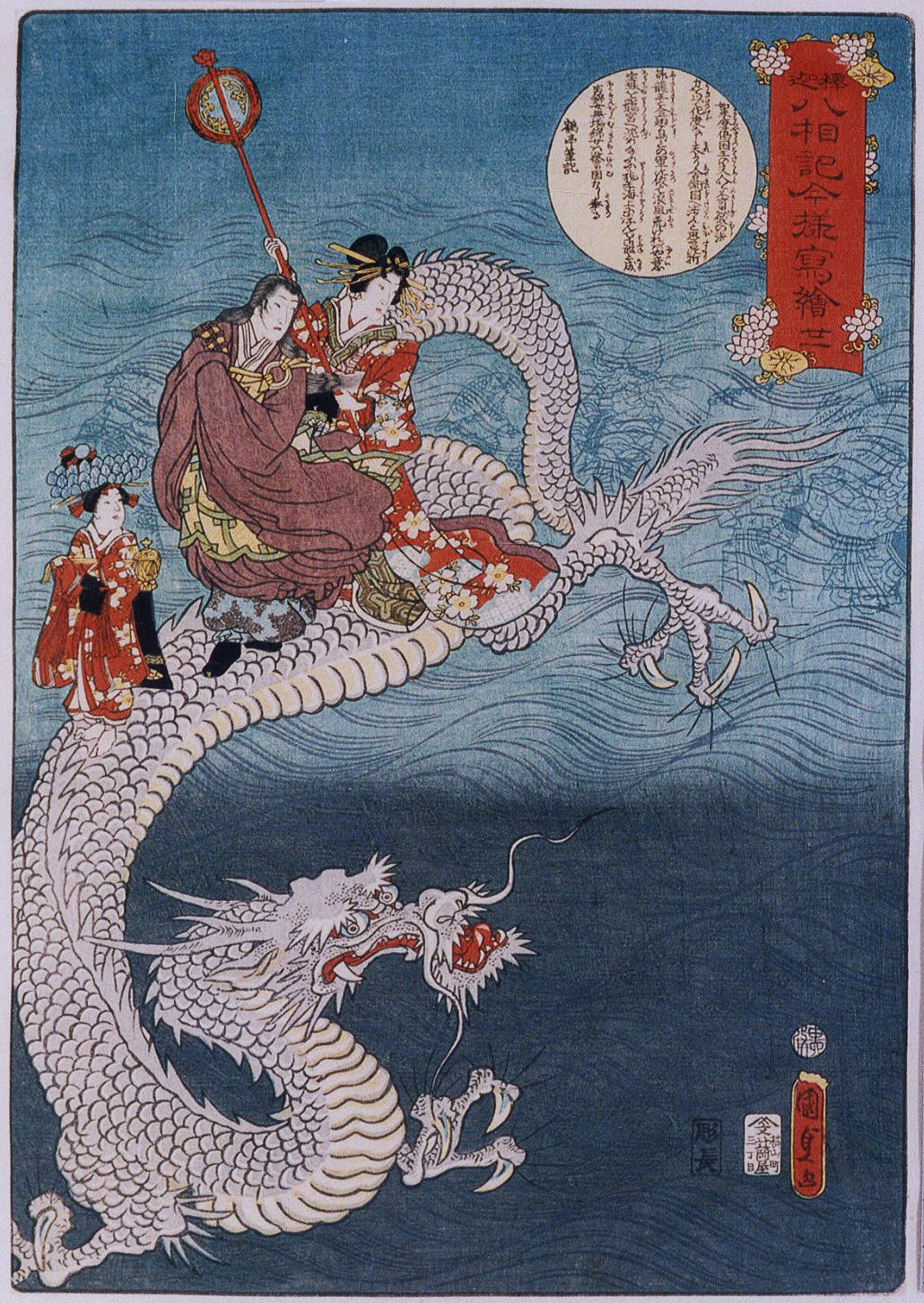
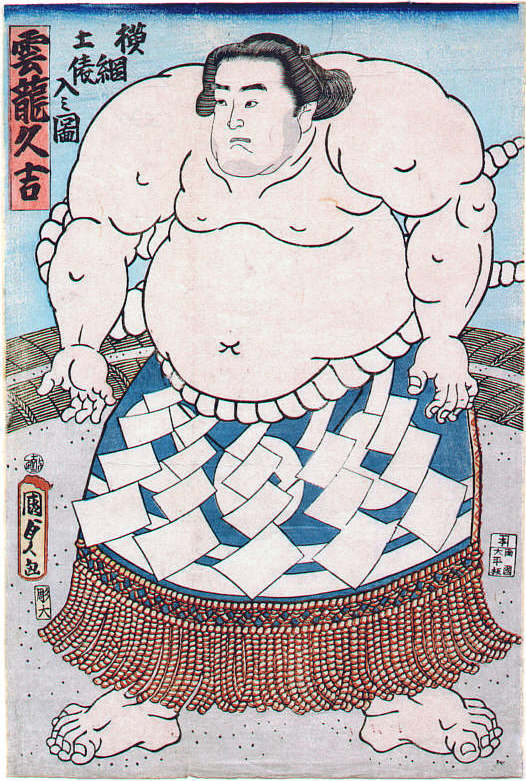

## 四代目豊国が登場する作品
- 梶よう子　『ヨイ豊』　講談社、2015年